# Bryan Abreu
Bryan Enrique Abreu (Santo Domingo, República Dominicana, 22 de abril de 1997), más conocido como Bryan Abreu, es un jugador profesional dominicano de béisbol que se desempeña en la posición de lanzador en Houston Astros, equipo de las Grandes Ligas de Béisbol (MLB).

## Carrera
En 2019, Abreu hizo su debut en la MLB con el equipo Houston Astros, donde lleva jugando seis temporadas.